# Elaphoglossum tonduzii
Elaphoglossum tonduzii là một loài thực vật có mạch trong họ Lomariopsidaceae. Loài này được H. Christ mô tả khoa học đầu tiên năm 1901.